# Exlineia milagroi
Exlineia milagroi is een hooiwagen uit de familie Zalmoxioidae.